# Parc Nacional de Paluma Range
El Parc Nacional de Paluma Range és un parc nacional a Queensland (Austràlia), ubicat a 1188 km al nord-est de Brisbane, a la ciudad de Thuringowa.
Dins del parc s'hi troben les cascades de Jourama, prop de l'autopista Bruce, entre Ingham i Townsville, a la secció nord del parc.
La major part del parc es troba dins de l'Àrea Important per a la Conservació de les Aus (IBA) de Paluma, identificada així per BirdLife Internationalperquè és un extrem meridional per a moltes espècies i conté una població significativa del casuari comú, espècie en gran perill d'extinció.

## Dades
- àrea: 107,00 km²;
- Coordenades: 18° 52′ 18″ S, 146° 07′ 30″ E / 18.87167°S,146.12500°E
- Data de Creació: 1994
- Administració: Servei per a la Vida Salvatge de Queensland
- Categoria IUCN: II